# Pawidean
Pawidean is een bestuurslaag in het regentschap Indramayu van de provincie West-Java, Indonesië. Pawidean telt 5476 inwoners (volkstelling 2010).